# Dover Castle (Schiff)
Die Dover Castle war ein 1904 in Dienst gestellter Passagierdampfer, der von der britischen Reederei Union-Castle Line im Passagier- und Postverkehr zwischen Großbritannien und Südafrika eingesetzt wurde. Im Ersten Weltkrieg diente das Schiff als HMHS Dover Castle als Hospitalschiff, bis es am 26. Mai 1917 im Mittelmeer von einem deutschen U-Boot versenkt wurde.

## Passagierschiff
Das 8.271 BRT große Dampfschiff Dover Castle entstand bei der Werft Barclay, Curle and Company im Glasgower Stadtteil Whiteinch und lief am 4. Februar 1904 vom Stapel. Das Passagier- und Frachtschiff war 145,18 Meter lang, 17,25 Meter breit und hatte einen maximalen Tiefgang von 9,68 Metern. Die Dover Castle wurde von Vierfachexpansions-Dampfmaschinen angetrieben, die auf zwei Propeller wirkten und 969 nominale Pferdestärken (nhp) leisteten. Die Höchstgeschwindigkeit lag bei 14,5 Knoten (26,9 km/h).
Der Dampfer wurde im London-Südafrika-Dienst eingesetzt und konnte dabei 220 Passagiere der Ersten und 250 Passagiere der Dritten Klasse befördern. Zusätzlich konnten bis zu 300 Extrapassagiere an Bord genommen werden. Ihre Schwesterschiffe waren die ebenfalls 1904 in Dienst gestellten Schiffe Dunluce Castle (8114 BRT), die bei Harland & Wolff in Belfast gebaut wurde und die Durham Castle (8217 BRT), die bei Fairfield Shipbuilders in Glasgow entstand. Auch diese beiden Schiffe waren für den Südafrika-Service gebaut worden.

## Hospitalschiff
Nach Kriegsausbruch wurde die Dover Castle in ein Hospitalschiff umgewandelt. Im Oktober 1916 brachte sie die Überlebenden der Versenkung des britischen Passagierschiffs Franconia an Land, welches östlich von Malta von einem deutschen U-Boot versenkt worden war. Am 26. Mai 1917 befand sich das Schiff mit mehreren Hundert Patienten an Bord und korrekt gekennzeichnet auf einer Überfahrt von Malta nach Gibraltar. Dabei fuhr sie in einem Geleitzug mit einem zweiten britischen Hospitalschiff, der Karapara der British India Steam Navigation Company sowie den Zerstörern der Royal Navy Nemesis und Cameleon. Diese Fahrt des Hospitalschiffes war aber nicht, entgegen dem Wunsch der deutschen Seite sechs Wochen vor der Fahrt angemeldet worden; so bestand bei nicht angemeldeten Schiffen nach einem Befehl der Seekriegsleitung von März 1917 der Verdacht des Missbrauchs zu militärischen Zwecken.
Etwa 50 Meilen nördlich von Annaba an der algerischen Küste entdeckte das deutsche U-Boot UC 67 (unter Kapitänleutnant Karl Neumann) den Konvoi und schoss einen Torpedo ab, der die nicht gemeldete und zudem in einem militärischen Konvoi fahrende Dover Castle traf. Sieben Heizer wurden unter Deck durch die Detonation des Torpedos getötet. Die beiden Zerstörer und die Karapara nahmen die Besatzung und die Patienten auf. Der Kapitän und eine kleine freiwillige Mannschaft blieben an Bord, in der Hoffnung, das Schiff retten zu können. Aber etwa eine Stunde nach dem ersten Treffer schoss UC 67 einen zweiten Torpedo ab, nach dessen Treffer das Schiff in drei Minuten auf der Position 37° 45′ N, 7° 36′ O sank.
Bis auf die sieben Heizer konnten alle an Bord gerettet werden. Katy Beaufoy, die seit Juni 1916 Oberschwester der Dover Castle war, war auf dieser Fahrt nicht an Bord. Sie wurde danach auf die Glenart Castle versetzt, bei deren Versenkung am 26. Februar 1918 sie ums Leben kam.